# Astracantha karakalensis
Astracantha karakalensis är en ärtväxtart som först beskrevs av Josef Franz Freyn och Paul Ernst Emil Sintenis, och fick sitt nu gällande namn av Dieter Podlech. Astracantha karakalensis ingår i släktet Astracantha och familjen ärtväxter. Inga underarter finns listade i Catalogue of Life.